# كيمبرلي كاستيلو
كيمبرلي كاستيلو هي مهندسة معمارية وعارضة ومصممة أزياء دومينيكانية، ولدت في 26 أغسطس 1988 في Higüey ‏ في جمهورية الدومينيكان.